# Rick Leach
Rick Leach, właśc. Ricard David Leach (ur. 28 grudnia 1964 w Arcadii) – amerykański tenisista, zdobywca Pucharu Davisa, zwycięzca turniejów wielkoszlemowych w grze podwójnej i mieszanej, lider rankingu ATP deblistów.
Brat Leacha, John, jest mężem amerykańskiej tenisistki Lindsay Davenport.

## Kariera tenisowa
Karierę tenisową Leach rozpoczął w 1987 roku.
Amerykanin swoje umiejętności skupił głównie na grze podwójnej wygrywając 46 turniejów rangi ATP World Tour, w tym 5 tytułów wielkoszlemowych, Australian Open 1988, 1989 i 2000, Wimbledon 1990 oraz US Open 1993. Ponadto Leach grał w 36 finałach, w których został pokonany.
Amerykanin startował również w grze mieszanej, odnosząc 4 wielkoszlemowe zwycięstwa i dochodząc do 4 finałów.
Leach reprezentował również swój kraj w Pucharze Davisa, w 1990 roku zdobywając z zespołem tytuł po finale zakończonym wynikiem 3:2 z Australią.
W marcu 1990 roku został sklasyfikowany na pozycji lidera klasyfikacji deblowej. Łącznie w rankingu deblowym na 1. pozycji utrzymywał się przez 9 tygodni. Podczas całej kariery zarobił na kortach 4 293 689 dolarów amerykańskich.

### Finały w turniejach ATP World Tour
| Legenda                                      |
| -------------------------------------------- |
| Wielki Szlem                                 |
| Igrzyska olimpijskie                         |
| Tennis Masters Cup / ATP Finals              |
| ATP Masters Series / ATP Tour Masters 1000   |
| ATP International Series Gold / ATP Tour 500 |
| ATP International Series / ATP Tour 250      |

#### Gra mieszana (4–4)
| Końcowy wynik | Nr | Data             | Turniej                    | Nawierzchnia | Partnerka                | Przeciwnicy                                    | Wynik finału        |
| ------------- | -- | ---------------- | -------------------------- | ------------ | ------------------------ | ---------------------------------------------- | ------------------- |
| Finalista     | 1. | 10 września 1989 | US Open, Nowy Jork         | Twarda       | Meredith McGrath         | Robin White Shelby Cannon                      | 6:3, 2:6, 5:7       |
| Finalista     | 2. | 27 stycznia 1990 | Australian Open, Melbourne | Twarda       | Zina Garrison            | Natalla Zwierawa Jim Pugh                      | 6:4, 2:6, 3:6       |
| Zwycięzca     | 1. | 7 lipca 1990     | Wimbledon, Londyn          | Trawiasta    | Zina Garrison            | Elizabeth Smylie John Fitzgerald               | 7:5, 6:2            |
| Zwycięzca     | 2. | 28 stycznia 1995 | Australian Open, Melbourne | Twarda       | Natalla Zwierawa         | Gigi Fernández Cyril Suk                       | 7:6(4), 6:7(3), 6:4 |
| Finalista     | 3. | 7 września 1996  | US Open, Nowy Jork         | Twarda       | Manon Bollegraf          | Lisa Raymond Patrick Galbraith                 | 6:7, 6:7            |
| Zwycięzca     | 3. | 25 stycznia 1997 | Australian Open, Melbourne | Twarda       | Manon Bollegraf          | Łarysa Sawczenko-Neiland John-Laffnie de Jager | 6:3, 6:7(5), 7:5    |
| Zwycięzca     | 4. | 6 września 1997  | US Open, Nowy Jork         | Twarda       | Manon Bollegraf          | Mercedes Paz Pablo Albano                      | 3:6, 7:5, 7:6(3)    |
| Finalista     | 4. | 5 czerwca 1999   | French Open, Paryż         | Ceglana      | Łarysa Sawczenko-Neiland | Katarina Srebotnik Piet Norval                 | 3:6, 6:3, 3:6       |

#### Gra podwójna (46–36)
| Końcowy wynik | Nr  | Data                 | Turniej                          | Nawierzchnia    | Partner           | Przeciwnicy                               | Wynik finału              |
| ------------- | --- | -------------------- | -------------------------------- | --------------- | ----------------- | ----------------------------------------- | ------------------------- |
| Finalista     | 1.  | 14 czerwca 1987      | Londyn                           | Trawiasta       | Tim Pawsat        | Guy Forget Yannick Noah                   | 4:6, 4:6                  |
| Zwycięzca     | 1.  | 19 lipca 1987        | Stuttgart                        | Ceglana         | Tim Pawsat        | Mikael Pernfors Magnus Tideman            | 6:3, 6:4                  |
| Zwycięzca     | 2.  | 11 października 1987 | Scottsdale                       | Twarda          | Jim Pugh          | Dan Goldie Mel Purcell                    | 6:3, 6:2                  |
| Zwycięzca     | 3.  | 3 stycznia 1988      | Wellington                       | Twarda          | Dan Goldie        | Broderick Dyke Glenn Michibata            | 6:2, 6:3                  |
| Zwycięzca     | 4.  | 23 stycznia 1988     | Australian Open, Melbourne       | Twarda          | Jim Pugh          | Jeremy Bates Peter Lundgren               | 6:3, 6:2, 6:3             |
| Finalista     | 2.  | 1 maja 1988          | Hamburg                          | Ceglana         | Jim Pugh          | Darren Cahill Laurie Warder               | 4:6, 4:6                  |
| Zwycięzca     | 5.  | 8 maja 1988          | Monachium                        | Ceglana         | Jim Pugh          | Alberto Mancini Christian Miniussi        | 7:6, 6:1                  |
| Zwycięzca     | 6.  | 24 lipca 1988        | Waszyngton                       | Twarda          | Jim Pugh          | Jorge Lozano Todd Witsken                 | 6:3, 6:7, 6:2             |
| Zwycięzca     | 7.  | 7 sierpnia 1988      | Indianapolis                     | Twarda          | Jim Pugh          | Ken Flach Robert Seguso                   | 6:4, 6:3                  |
| Zwycięzca     | 8.  | 21 sierpnia 1988     | Cincinnati                       | Twarda          | Jim Pugh          | Jim Grabb Patrick McEnroe                 | 6:2, 6:4                  |
| Finalista     | 3.  | 10 września 1988     | US Open, Nowy Jork               | Twarda          | Jim Pugh          | Sergio Casal Emilio Sánchez               | walkower                  |
| Finalista     | 4.  | 9 października 1988  | Scottsdale                       | Twarda          | Jim Pugh          | Scott Davis Tim Wilkison                  | 4:6, 6:7                  |
| Zwycięzca     | 9.  | 20 listopada 1988    | Detroit                          | Dywanowa (hala) | Jim Pugh          | Ken Flach Robert Seguso                   | 6:4, 6:1                  |
| Zwycięzca     | 10. | 13 grudnia 1988      | Masters Grand Prix, Londyn       | Dywanowa (hala) | Jim Pugh          | Sergio Casal Emilio Sánchez               | 6:4, 6:3, 2:6, 6:0        |
| Zwycięzca     | 11. | 28 stycznia 1989     | Australian Open, Melbourne       | Twarda          | Jim Pugh          | Darren Cahill Mark Kratzmann              | 6:4, 6:4, 6:4             |
| Finalista     | 5.  | 26 lutego 1989       | Filadelfia                       | Dywanowa (hala) | Jim Pugh          | Paul Annacone Christo Van Rensburg        | 3:6, 5:7                  |
| Zwycięzca     | 12. | 12 marca 1989        | Scottsdale                       | Twarda          | Jim Pugh          | Paul Annacone Christo Van Rensburg        | 6:7, 6:3, 6:2, 2:6, 6:4   |
| Zwycięzca     | 13. | 30 kwietnia 1989     | Singapur                         | Twarda          | Jim Pugh          | Paul Chamberlin Paul Wekesa               | 6:3, 6:4                  |
| Zwycięzca     | 14. | 7 maja 1989          | Forest Hills                     | Ceglana         | Jim Pugh          | Jim Courier Pete Sampras                  | 6:4, 6:2                  |
| Finalista     | 6.  | 8 lipca 1989         | Wimbledon, Londyn                | Trawiasta       | Jim Pugh          | John Fitzgerald Anders Järryd             | 6:3, 6:7, 4:6, 6:7        |
| Finalista     | 7.  | 12 listopada 1989    | Sztokholm                        | Dywanowa (hala) | Jim Pugh          | Jorge Lozano Todd Witsken                 | 3:6, 7:5, 3:6             |
| Zwycięzca     | 15. | 26 listopada 1989    | Itaparica                        | Twarda          | Jim Pugh          | Jorge Lozano Todd Witsken                 | 6:2, 7:6                  |
| Zwycięzca     | 16. | 25 lutego 1990       | Filadelfia                       | Dywanowa (hala) | Jim Pugh          | Grant Connell Glenn Michibata             | 3:6, 6:4, 6:2             |
| Zwycięzca     | 17. | 25 marca 1990        | Miami                            | Twarda          | Jim Pugh          | Boris Becker Cássio Motta                 | 6:4, 3:6, 6:3             |
| Zwycięzca     | 18. | 7 lipca 1990         | Wimbledon, Londyn                | Trawiasta       | Jim Pugh          | Pieter Aldrich Danie Visser               | 7:6, 7:6, 7:6             |
| Finalista     | 8.  | 11 listopada 1990    | Wembley                          | Dywanowa (hala) | Jim Pugh          | Jim Grabb Patrick McEnroe                 | 6:7, 6:4, 3:6             |
| Zwycięzca     | 19. | 17 lutego 1991       | Filadelfia                       | Dywanowa (hala) | Jim Pugh          | Udo Riglewski Michael Stich               | 6:4, 6:4                  |
| Zwycięzca     | 20. | 12 maja 1991         | Charlotte                        | Ceglana         | Jim Pugh          | Bret Garnett Greg Van Emburgh             | 6:3, 2:6, 6:3             |
| Finalista     | 9.  | 8 czerwca 1991       | French Open, Paryż               | Ceglana         | Jim Pugh          | John Fitzgerald Anders Järryd             | 0:6, 6:7                  |
| Finalista     | 10. | 3 listopada 1991     | Paryż                            | Dywanowa (hala) | Kelly Jones       | John Fitzgerald Anders Järryd             | 6:3, 3:6, 2:6             |
| Finalista     | 11. | 25 stycznia 1992     | Australian Open, Melbourne       | Twarda          | Kelly Jones       | Todd Woodbridge Mark Woodforde            | 4:6, 3:6, 4:6             |
| Zwycięzca     | 21. | 12 kwietnia 1992     | Tokio                            | Twarda          | Kelly Jones       | John Fitzgerald Anders Järryd             | 0:6, 7:5, 6:3             |
| Zwycięzca     | 22. | 23 sierpnia 1992     | New Haven                        | Twarda          | Kelly Jones       | Patrick McEnroe Jared Palmer              | 7:6, 6:7, 6:2             |
| Finalista     | 12. | 12 września 1992     | US Open, Nowy Jork               | Twarda          | Kelly Jones       | Jim Grabb Richey Reneberg                 | 6:3, 6:7, 3:6, 3:6        |
| Zwycięzca     | 23. | 11 kwietnia 1993     | Tokio                            | Twarda          | Ken Flach         | Glenn Michibata David Pate                | 2:6, 6:3, 6:4             |
| Zwycięzca     | 24. | 20 czerwca 1993      | Manchester                       | Trawiasta       | Ken Flach         | Stefan Kruger Glenn Michibata             | 6:4, 6:1                  |
| Zwycięzca     | 25. | 25 lipca 1993        | Waszyngton                       | Twarda          | Byron Black       | Grant Connell Patrick Galbraith           | 6:4, 7:5                  |
| Finalista     | 13. | 22 sierpnia 1993     | Indianapolis                     | Twarda          | Ken Flach         | Scott Davis Todd Martin                   | 4:6, 4:6                  |
| Zwycięzca     | 26. | 11 września 1993     | US Open, Nowy Jork               | Twarda          | Ken Flach         | Martin Damm Karel Nováček                 | 6:7, 6:4, 6:2             |
| Zwycięzca     | 27. | 6 lutego 1994        | San Jose                         | Twarda (hala)   | Jared Palmer      | Byron Black Jonathan Stark                | 4:6, 6:4, 6:4             |
| Zwycięzca     | 28. | 19 czerwca 1994      | Manchester                       | Trawiasta       | Danie Visser      | Scott Davis Trevor Kronemann              | 6:4, 4:6, 7:6             |
| Finalista     | 14. | 8 lipca 1995         | Wimbledon, Londyn                | Trawiasta       | Scott Melville    | Todd Woodbridge Mark Woodforde            | 5:7, 6:7(8), 6:7(5)       |
| Zwycięzca     | 29. | 20 sierpnia 1995     | New Haven                        | Twarda          | Scott Melville    | Leander Paes Nicolás Pereira              | 7:6, 6:4                  |
| Finalista     | 15. | 27 sierpnia 1995     | Long Island                      | Twarda          | Scott Melville    | Cyril Suk Daniel Vacek                    | 7:5, 6:7, 6:7             |
| Zwycięzca     | 30. | 14 stycznia 1996     | Dżakarta                         | Twarda          | Scott Melville    | Kent Kinnear Dave Randall                 | 6:1, 2:6, 6:1             |
| Zwycięzca     | 31. | 10 marca 1996        | Scottsdale                       | Twarda          | Patrick Galbraith | Richey Reneberg Brett Steven              | 5:7, 7:5, 7:5             |
| Finalista     | 16. | 21 kwietnia 1996     | Tokio                            | Twarda          | Mark Knowles      | Todd Woodbridge Mark Woodforde            | 2:6, 3:6                  |
| Zwycięzca     | 32. | 28 kwietnia 1996     | Seul                             | Twarda          | Jonathan Stark    | Kent Kinnear Kevin Ullyett                | 6:4, 6:4                  |
| Zwycięzca     | 33. | 10 listopada 1996    | Moskwa                           | Dywanowa (hala) | Andriej Olchowski | Jiří Novák David Rikl                     | 4:6, 6:1, 6:2             |
| Finalista     | 17. | 12 stycznia 1997     | Auckland                         | Twarda          | Jonathan Stark    | Ellis Ferreira Patrick Galbraith          | 4:6, 6:4, 6:7             |
| Finalista     | 18. | 23 lutego 1997       | Memphis                          | Twarda (hala)   | Jonathan Stark    | Ellis Ferreira Patrick Galbraith          | 3:6, 6:3, 1:6             |
| Finalista     | 19. | 9 marca 1997         | Scottsdale                       | Twarda          | Jonas Björkman    | Luis Lobo Javier Sánchez                  | 3:6, 3:6                  |
| Finalista     | 20. | 27 lipca 1997        | Los Angeles                      | Twarda          | Mahesh Bhupathi   | Sébastien Lareau Alex O’Brien             | 6:7, 4:6                  |
| Finalista     | 21. | 12 października 1997 | Singapur                         | Dywanowa (hala) | Jonathan Stark    | Mahesh Bhupathi Leander Paes              | 4:6, 4:6                  |
| Finalista     | 22. | 26 października 1997 | Stuttgart                        | Dywanowa (hala) | Jonathan Stark    | Todd Woodbridge Mark Woodforde            | 3:6, 3:6                  |
| Finalista     | 23. | 2 listopada 1997     | Paryż                            | Dywanowa (hala) | Jonathan Stark    | Jacco Eltingh Paul Haarhuis               | 2:6, 6:7                  |
| Zwycięzca     | 34. | 23 listopada 1997    | Doubles Championships, Hartford  | Dywanowa (hala) | Jonathan Stark    | Mahesh Bhupathi Leander Paes              | 6:3, 6:4, 7:6             |
| Finalista     | 24. | 11 stycznia 1998     | Adelaide                         | Twarda          | Ellis Ferreira    | Joshua Eagle Andrew Florent               | 4:6, 7:6, 3:6             |
| Zwycięzca     | 35. | 29 marca 1998        | Miami                            | Twarda          | Ellis Ferreira    | Alex O’Brien Jonathan Stark               | 6:2, 6:4                  |
| Finalista     | 25. | 19 kwietnia 1998     | Barcelona                        | Ceglana         | Ellis Ferreira    | Jacco Eltingh Paul Haarhuis               | 5:7, 0:6                  |
| Finalista     | 26. | 17 maja 1998         | Rzym                             | Ceglana         | Ellis Ferreira    | Mahesh Bhupathi Leander Paes              | 4:6, 6:4, 6:7             |
| Zwycięzca     | 36. | 14 czerwca 1998      | Halle                            | Trawiasta       | Ellis Ferreira    | John-Laffnie de Jager Marc-Kevin Goellner | 4:6, 6:4, 7:6             |
| Finalista     | 27. | 9 sierpnia 1998      | Toronto                          | Ceglana         | Ellis Ferreira    | Martin Damm Jim Grabb                     | 7:6, 2:6, 6:7             |
| Finalista     | 28. | 14 marca 1999        | Indian Wells                     | Twarda          | Ellis Ferreira    | Wayne Black Sandon Stolle                 | 6:7(4), 3:6               |
| Zwycięzca     | 37. | 16 maja 1999         | Rzym                             | Ceglana         | Ellis Ferreira    | David Adams John-Laffnie de Jager         | 6:7, 6:1, 6:2             |
| Zwycięzca     | 38. | 16 stycznia 2000     | Auckland                         | Twarda          | Ellis Ferreira    | Olivier Delaître Jeff Tarango             | 7:5, 6:4                  |
| Zwycięzca     | 39. | 29 stycznia 2000     | Australian Open, Melbourne       | Twarda          | Ellis Ferreira    | Wayne Black Sandon Stolle                 | 6:4, 3:6, 6:3, 3:6, 18:16 |
| Zwycięzca     | 40. | 16 kwietnia 2000     | Atlanta                          | Ceglana         | Ellis Ferreira    | Justin Gimelstob Mark Knowles             | 3:6, 4:6                  |
| Finalista     | 29. | 25 czerwca 2000      | Nottingham                       | Trawiasta       | Ellis Ferreira    | Donald Johnson Piet Norval                | 6:1, 4:6, 3:6             |
| Finalista     | 30. | 13 sierpnia 2000     | Cincinnati                       | Twarda          | Ellis Ferreira    | Todd Woodbridge Mark Woodforde            | 6:7(6), 4:6               |
| Finalista     | 31. | 8 września 2000      | US Open, Nowy Jork               | Twarda          | Ellis Ferreira    | Lleyton Hewitt Maks Mirny                 | 4:6, 7:5, 6:7(5)          |
| Finalista     | 32. | 29 kwietnia 2001     | Atlanta                          | Ceglana         | David Macpherson  | Mahesh Bhupathi Leander Paes              | 3:6, 6:7(7)               |
| Zwycięzca     | 41. | 7 października 2001  | Tokio                            | Twarda          | David Macpherson  | Paul Hanley Nathan Healey                 | 1:6, 7:6(6), 7:6(4)       |
| Zwycięzca     | 42. | 28 października 2001 | Bazylea                          | Dywanowa (hala) | Ellis Ferreira    | Mahesh Bhupathi Leander Paes              | 7:6(3), 6:4               |
| Zwycięzca     | 43. | 4 listopada 2001     | Paryż                            | Dywanowa (hala) | Ellis Ferreira    | Mahesh Bhupathi Leander Paes              | 3:6, 6:4, 6:3             |
| Zwycięzca     | 44. | 3 lutego 2002        | Doubles Challenge Cup, Bangalore | Twarda          | Ellis Ferreira    | Petr Pála Pavel Vízner                    | 6:7(6), 7:6(2), 6:4, 6:4  |
| Finalista     | 33. | 15 lutego 2004       | San Jose                         | Twarda (hala)   | Brian MacPhie     | James Blake Mardy Fish                    | 2:6, 5:7                  |
| Zwycięzca     | 45. | 7 marca 2004         | Scottsdale                       | Twarda          | Brian MacPhie     | Jeff Coetzee Chris Haggard                | 6:3, 6:1                  |
| Finalista     | 34. | 18 kwietnia 2004     | Houston                          | Ceglana         | Brian MacPhie     | James Blake Mardy Fish                    | 3:6, 4:6                  |
| Finalista     | 35. | 20 czerwca 2004      | Nottingham                       | Trawiasta       | Brian MacPhie     | Paul Hanley Todd Woodbridge               | 4:6, 3:6                  |
| Finalista     | 36. | 3 października 2004  | Szanghaj                         | Twarda          | Brian MacPhie     | Jared Palmer Pavel Vízner                 | 6:4, 6:7(4), 6:7(11)      |
| Zwycięzca     | 46. | 31 lipca 2005        | Los Angeles                      | Twarda          | Brian MacPhie     | Jonatan Erlich Andy Ram                   | 6:3, 6:4                  |